# Manakambahiny Ouest
Manakambahiny Ouest è una città e comune del Madagascar situata nel distretto di Ambatondrazaka, regione di Alaotra Mangoro. 
La popolazione del comune rilevata nel censimento 2001 era pari a 22 142 unità.